# 金山能源
金山能源集團有限公司，（港交所：0663），是從南嶺化工換取上市。主要業務生產焦炭貿易及煤炭相關配套業務。其中內蒙古自治區業務比重也不少是礦務產業，其次是山西省。
其主要產業中國內蒙古自治區鄂爾多斯動力煤煤礦、山西省朔州市山陰縣礦產地區。
而曾經營光學業務已售的。

## 連結
- 金山能源集團有限公司 （页面存档备份，存于）